# Foo Fighters
Foo Fighters er et amerikansk rockband dannet i Seattle i 1994. Det blev oprindeligt grundlagt som et én-mandsprojekt af den tidligere trommeslager i Nirvana Dave Grohl. Bandet består nu af Grohl (forsanger, guitar), Nate Mendel (basguitar), Chris Shiflett og Pat Smear (guitar), Rami Jaffee (keyboard) og Josh Freese (trommer).
Grohl sang og spillede alle instrumenter selv på bandets første album, som blev lavet på en uge. Grohl var det eneste bandmedlem på det tidspunkt, og det var først efter albummet var indspillet, at han han tog kontakt til andre musikere for at danne et band.[kilde mangler]
Efter 6 studie albums udkom i 2009 et Greatest Hits-album. I denne anledning udtalte bandet, at de 14 sange + 2 nye (inkl. singlen "Wheels") var de numre, der beskrev Foo Fighters bedst. Hvis de skulle vælge de numre de selv var gladest for, ville cd'ens liste se anderledes ud.[kilde mangler]
Den 25. marts 2022 blev bandets trommeslager, Taylor Hawkins, fundet død i sit hotelværelse i Colombia.

## Optrædener i Danmark
- 2005 - Orange Scene, Roskilde Festival [3]
- 21. juni 2011 - Refshaleøen i København
- 14. november 2016 - annonceret til at spille på Roskilde Festival 2017
- 25. juli 2019 - Fængslet i Horsens.

## Medlemmer
| Nuværende medlemmer - Dave Grohl – forsanger, guitar (1994–nu) - Nate Mendel – bas (1995–nu) - Pat Smear – guitar (1995–1997, 2010–nu; session/tourmusiker 2005–2010), baggrundsvokal (1995–1997) - Chris Shiflett – guitar, baggrundsvokal (1999–nu) - Rami Jaffee – keyboard, klaver (2017–nu; session/tourmusiker 2005–2017) - Josh Freese – trommer, percussion (2023–nu) Nuværende session/tourmusikere - Violet Grohl – baggrundsvokal (2017–nu) | Tidligere medlemmer - William Goldsmith – trommer, percussion (1995–1997) - Franz Stahl – guitar, baggrundsvokal (1997–1999) - Taylor Hawkins – trommer, percussion, baggrundsvokal (1997–2022; hans død) Tidligere tourmusikere - Drew Hester – percussion (2005–2008) - Petra Haden – baggrundsvokal , violin (2005–2006) - Jessy Greene – cello, violin, baggrundsvokal (2007–2008) - Laura Mace – backing vocals (2017–2022) - Samantha Sidley – baggrundsvokal (2017–2022) - Barbara Gruska – baggrundsvokal (2017–2022) |

## Diskografi
- Foo Fighters (1995)
- The Colour and the Shape (1997)
- There Is Nothing Left to Lose (1999)
- One by One (2002)
- In Your Honor (2005)
- Echoes, Silence, Patience & Grace (2007)
- Wasting Light (2011)
- Sonic Highways (2014)
- Concrete and Gold (2017)
- Medicine at Midnight (2021)
- But Here We Are (2023)